# Physics of the Future
Physics of the Future: How Science Will Shape Human Destiny and Our Daily Lives by the Year 2100 est un essai publié en 2011 par le physicien Michio Kaku,. Ce dernier spécule sur les développements technologiques des 100 prochaines années en passant en entrevue plusieurs scientifiques reconnus dans les domaines de la médecine, l'informatique, l'intelligence artificielle, les nanotechnologies et la production énergétique. Kaku affirme qu'il espère que ses prédictions seront aussi fructueuses que celles du roman Paris au XXe siècle de l'écrivain Jules Verne.

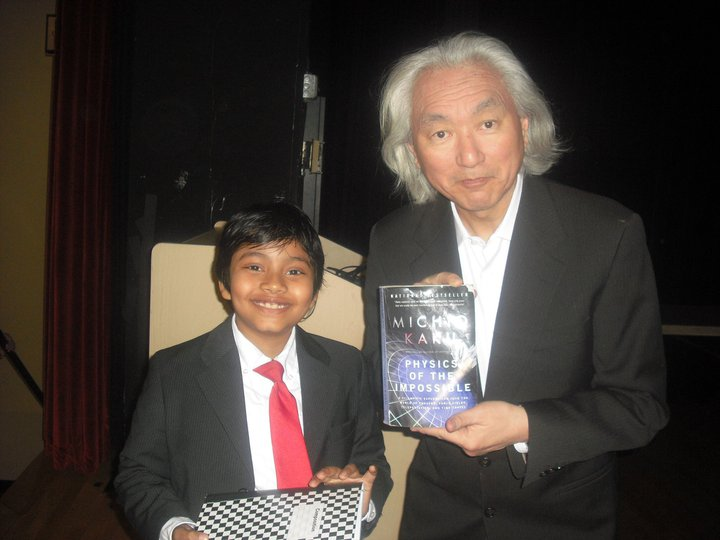
Michio Kaku présentant l'un de ses livres avec un garçon.

Le livre est demeuré sur la New York Times Best Seller list pendant 5 semaines.

## Contenu
Chaque chapitre est divisé en trois sections : le futur proche (2000-2030), la moitié du siècle (2030-2070) et le futur lointain (2070-2100). Kaku affirme que ces périodes ne sont que des estimations grossières.

## Réception
Le Wall Street Journal déclare que l'ouvrage présente une « vision fortement optimiste du futur. » En avril 2011, le Daily Telegraph affirme que « [Physics of the Future] prône la technologie d'une manière qui ressemble à la vision technocratique délirante présentée par Gerard K. O'Neill dans The High Frontier. » Kirkus Reviews déclare que « l'expertise scientifique de l'auteur va entraîner les lecteurs trop sophistiqués dans des prédictions basées sur des pouvoirs psychiques ou l'astrologie. » D'autres critiques du Library Journal ont dit que « ce travail est hautement recommandé pour les fans des précédents livres de Kaku ainsi que pour les lecteurs intéressés par la science et la robotique. » Quant à eux, Barnes and Noble affirment « Physics of the Future se classe parmi les plus excitants livres scientifiques du nouveau millénaire. » The Economist est sceptique en général quant aux prédictions, soulignant que les « inconnues inconnues » imprévues ont entrainé plusieurs technologies de rupture au cours du siècle qui vient tout juste de se terminer.
Le physicien Neil Gershenfeld a publié un texte dans Physics Today affirmant que le livre est une « prémisse alléchante », mais qu'il est « une sorte de futur par comité » cousu de « clichés de science-fiction ». Gershenfeld ajoute que « de telles prévisions auraient pu être réalisées avec moins d'efforts en réunissant les couvertures de magazines scientifiques populaires. » Il critique Kaku d'avoir commis « certaines erreurs de physique surprenantes » telles la négligence de la résistance de l'air pour les véhicules à sustentation magnétique. Il apprécie que Kaku soulève des « questions profondes », telle l'effet de l'abondance dans le futur, ou le découplage de l'activité sensorielle de la réalité, mais critique l'auteur d'avoir traité ces dernières de manière marginale. « il aurait été plus pertinent de connaître le point de vue de l'auteur sur ces questions plutôt que de savoir où et à qui il fait des leçons. »